# The Marine 2
The Marine 2 is een Amerikaanse actiefilm uit 2009, geregisseerd door Roel Reiné. De opnames vonden plaats in een resort in Phuket en in Bangkok, beide in Thailand.

## Verhaal
Als de marinier Joe Linwood samen met zijn vrouw op vakantie zijn in een luxe resort in Azië, worden ze overvallen door een groep gangsters. Dit laat Joe niet zomaar over zich heen gaan en gaat achter de bende aan. Hiermee neemt hij het recht in eigen hand.

## Rolverdeling
| Acteur               | Personage     |
| -------------------- | ------------- |
| Ted DiBiase Jr.      | Joe Linwood   |
| Temuera Morrison     | Damo          |
| Lara Cox             | Robin Linwood |
| Robert Coleby        | Darren Conner |
| Michael Rooker       | Church        |
| Kelly B. Jones       | Cynthia       |
| Sahajak Boonthanakit | Shoal         |
| Dom Hetrakul         | Calob         |
| Marina Ponomareva    | Lexi          |
| Levern Gibbs         | Spotter       |